# Kampfgeschwader 54 »Totenkopf«
Kampfgeschwader 54 »Totenkopf« (dobesedno slovensko: Bojni polk 54 »Totenkopf«; kratica KG 54) je bil bombniški letalski polk (Geschwader) v sestavi nemške Luftwaffe med drugo svetovno vojno.
10. septembra 1944 je bil polk preimenovan v 'Kampfjagdgeschwader 54 (Bojni lovski polk 54) in bil na novo opremljen z lovci Me 262.

## Organizacija
- štab
- I. skupina
- II. skupina
- III. skupina
- IV. skupina

## Vodstvo polka
Poveljniki polka (Geschwaderkommodore)
- Polkovnik Walter Lackner: 1. maj 1939
- Podpolkovnik Otto Höhne: 22. junij 1940
- Podpolkovnik Walter Marienfeld: 23. november 1941
- Podpolkovnik Volprecht Riedesel Freiherr zu Eisenbach: 1. april 1943
- Major Hansgeorg Bätcher: 27. februar 1945